# Albert Steiner (Fotograf)
Albert Steiner auch Albert Steiner-Hirsbrunner (* 4. Januar 1877 in Frutigen; † 4. Juni 1965 ebenda), reformiert, heimatberechtigt in Linden, war ein Schweizer Fotograf.

## Werdegang

Blick auf Silvaplana, im Hintergrund der Piz de la Margna

Albert Steiner war Sohn des Bäckermeisters Christian Steiner und der Albertine, geborene Rieder. Er begann, nachdem er eine Bäckerlehre im väterlichen Betrieb nach kurzer Zeit abgebrochen hatte, eine Fotografenlehre bei Jean Moeglé in Thun. Er schloss diese, unterbrochen durch eine einjährige Beschäftigung in der Eidgenössischen Munitionsfabrik Thun, 1897 ab. Steiner trat im gleichen Jahr eine Stelle beim Genfer Fotografen Fred Boissonnas an. Im Folgejahr übernahm er nach dem Tod seines Vaters die elterliche Bäckerei. 1901 erhielt Albert Steiner erneut eine Anstellung bei Boissonnas, die er 1904 aufgab, um an der Rue Faller 6 in Genf die Leitung eines eigenen Geschäfts zu übernehmen. 1905 zog er nach Bern, dort führte er zusammen mit seinem Bruder Hermann ein Atelier.
1906 übersiedelte Steiner nach St. Moritz. Dort war er zunächst beim Fotografen Walther Küpfer angestellt. 1909 eröffnete er ein eigenes Fotostudio. Dieses führte er von 1915 bis 1919 zusammen mit Hans Robertson. Albert Steiner, der zusätzlich ein kleines Porträtatelier führte, bezog 1924 ein neues, grosses Atelier im ehemaligen Restaurant Innfall, das er 1950 seinem Sohn Hans übergab. Steiner, der 1910 Helene, geborene Hirsbrunner, Tochter eines Handelsreisenden, ehelichte, verstarb 1965 88-jährig in Frutigen.
Albert Steiner trat insbesondere durch Landschaftsaufnahmen aus dem Engadin hervor, die zu den meistreproduzierten ihrer Zeit gehören. Diese den höchsten technischen und ästhetischen Ansprüchen genügenden Aufnahmen haben das Bild der Schweiz als Alpenland auch im Ausland untermauert. Seine Bücher wurden von Emil Roniger im Rotapfel-Verlag verlegt.

## Publikationen (Auswahl)
- Engadiner Landschaften. Fretz Verlag, Zürich 1927.
- Schnee, Winter, Sonne. Rotapfel-Verlag, Erlenbach bei Zürich 1930.
- Mit Gottardo Segantini: Die vier Jahreszeiten. Wort und Bild. Rotapfel-Verlag, Erlenbach bei Zürich 1938.
- Mit Karl Foerster: Blumen auf Europas Zinnen. Wort und Bild. 12. Ausgabe, Rotapfel-Verlag, Erlenbach bei Zürich 1949.
- Walter Reinhart (Hg.): Albert Steiner – Ralph Feiner. Architekturfotografie des Kantonsspitals Graubünden 1941 / 2020, Scheidegger & Spiess, Zürich 2021, ISBN 978-3-85881-689-4